# Klosterbach (Auenbach)
Der Klosterbach ist ein Fließgewässer in Sachsen. Sein Name bezieht sich auf das ehemalige Benediktinerinnen-Kloster St. Marien bzw. den Ortsteil Klostergeringswalde, den er durchfließt. Er entspringt am Ostrand der Fröhne, einem Waldgebiet östlich von Geringswalde im Landkreis Mittelsachsen, und mündet von Osten in den Geringswalder Großteich, der durch Aufstauung des Baches entstand. Der westliche Abfluss dieses Teichs ist zugleich die Quelle des Auenbachs.
Der Klosterbach durchfließt den Langen Grund, an dessen westlichem Ausgang er von rechts den ebenfalls in der Fröhne, aber etwa 600 Meter weiter nordwestlich entspringenden Erlgrundbach aufnimmt. Auf seinem weiteren Weg nimmt er von rechts einen und von links zwei weitere Bäche auf. Im Geringswalder Ortsteil Hilmsdorf speist er den Mühlteich, danach durchquert er in einem mit Bruchsteinen ausgemauerten Bett Klostergeringswalde, um etwa 30 Meter westlich der Arraser Straße in den Großteich zu münden. Vom Mittelalter bis zur frühen Neuzeit erstreckte sich letzterer weiter nach Osten vermutlich über das Gelände des heutigen benachbarten Sportplatzes hinweg, durch Verlandung und Bebauung des Geländes ist die Mündung des Baches aber nach Westen verschoben worden.